# 呉賛周
呉 賛周（ご さんしゅう）は、中華民国の軍人・政治家。北京政府では直隷派と目された。後に中華民国臨時政府、南京国民政府（汪兆銘政権）華北政務委員会の要人となった。

## 事績

### 初期の活動
保定講武堂を卒業し、日本へ留学する。陸軍士官学校を卒業した。帰国後は孫伝芳の部下となる。国民政府の北伐を迎撃する際には、安国軍第2軍第6混成旅旅長をつとめている。1926年（民国15年）、孫伝芳の主力部隊が中国国民党の北伐軍に敗北すると、呉賛周は天津へ逃れて下野した。その後、帰郷している。
国民政府時代になると、正定県に駐屯していた国民革命軍が、呉賛周に対して様々な名目で税金徴収や邸宅占用などを行っている。そのため呉は、国民政府に恨みを抱いたという。
盧溝橋事件勃発後の1937年（民国26年）10月、正定県に日本軍が侵攻してくる。呉賛周は、日本の北支那方面軍第1軍司令官・香月清司と同学であった関係から、停戦交渉を行った。その結果、停戦はまとまり、呉は県の維持会会長として、日本軍に協力することになっている。

### 親日政権下での活動
同年12月、王克敏が中華民国臨時政府を組織すると、呉賛周もこれに加わった。翌1938年（民国27年）2月に維持会が改組され、正定県政府が成立すると、呉は県知事となっている。同年12月6日、保定道尹署理に昇任している。1939年（民国28年）3月9日、河北省長・高凌霨が辞職すると、呉は保定道尹在任のまま河北省長を代理する。同年6月23日、呉は保定道尹から昇任し、河北省長署理に任命された。なお臨時政府においては、呉は省長署理のままで終わった。
1940年（民国29年）3月30日、南京国民政府（汪兆銘政権）に合流し、華北政務委員会に改組される。呉賛周は河北省長に重任し、同年9月12日に華北政務委員会委員に特派・兼任となった。1943年（民国32年）3月3日、呉は河北省省長の兼職を解かれ（後任は杜錫鈞）、華北政務委員会委員専任となる。同年11月11日、華北政務委員会改組により呉は委員からも罷免された。河北省省長を退いた後、高等警官学校校長に任命され、中将位を授与される。1945年（民国34年）、職を辞し、天津永利化学公司董事長に転じた。
日本敗北後、呉賛周は蔣介石の国民政府に漢奸として逮捕され、1946年（民国35年）7月15日、河北高等法院で無期懲役の判決を受けている。中国人民解放軍による北平接収後も呉は収監され、1949年10月2日、呉賛周は癌のため獄中で死去した。享年65（満64歳）。